# Sanctuary – Wächter der Kreaturen
Sanctuary – Wächter der Kreaturen (Originaltitel: Sanctuary) ist eine kanadische Science-Fiction-/Mystery-Fernsehserie, die von Oktober 2008 bis Dezember 2011 auf dem Sender Syfy ausgestrahlt wurde. Die Serie wurde ursprünglich vom Produzenten und Autoren Damian Kindler, der zuvor durch seine Mitarbeit an den Fernsehserien Stargate SG1 und Stargate Atlantis bekannt wurde, als Webserie produziert. Ausgelöst durch den Erfolg der Webserie gab Syfy die Produktion einer regulären Fernsehserie in Auftrag.
Die deutschsprachige Erstausstrahlung erfolgt auf dem deutschen Syfy-Sender. Für den deutschsprachigen Free-TV-Raum haben sich ProSiebenSat.1 Media und ATV die Ausstrahlungsrechte an der Serie gesichert.

## Inhalt
Man folgt den Abenteuern von Dr. Helen Magnus, ihrem Protegé Dr. Will Zimmerman und ihrer Tochter Ashley Magnus. Sie spüren ungewöhnliche Kreaturen, wie Monster, Hexen, Werwölfe und Mutanten auf, um sie entweder zu töten, gefangen zu nehmen und sie zu studieren oder sie vor den Gefahren der Welt zu schützen – oder die Welt vor ihnen. Im Lauf der Serie wird auch die Geschichte der „fünf Auserwählten“ geschildert, denen Dr. Magnus ein Serum injizierte, das aus dem „Ursprungsblut“ einer ausgestorbenen Vampirrasse gewonnen wurde. Dadurch erhielten Helen Magnus, John Druitt, Nikola Tesla, James Watson und Nigel Griffin besondere Fähigkeiten.

## Figuren
- Doktor Helen Magnus ist Ärztin und Wissenschaftlerin, die sich dem Schutz der Abnormen verschrieben hat. Sie hat das Sanctuary als Zufluchtsstätte für alle Abnormen gegründet, um sie zu schützen und zu erforschen. Sie ist 157 Jahre alt und zählt zu den „fünf Auserwählten“, die sich das „Ursprungsblut“ injizierten.
- Doktor Will Zimmermann ist ein brillanter forensischer Psychiater, der von Doktor Magnus für das Sanctuary rekrutiert wurde.
- Henry Foss ist Waffenspezialist und Informatiker. Er ist ein werwolfähnlicher Abnormer und kämpft eine Zeit lang dagegen an, lernt aber schließlich es zu akzeptieren und findet es zeitweise sogar nützlich.
- John Druitt – einer der „fünf Auserwählten“, war früher mit Doktor Magnus zusammen. Er ist ein Teleporter. Nachdem er sich zusammen mit den anderen vier der „fünf Auserwählten“ das „Ursprungsblut“ injiziert hatte, veränderte sich sein Charakter. Es machte ihn zu einem emotionslosen Mörder. Zwar wurde dies behandelt, aber Druitt kämpft immer noch gegen sein böses Selbst. In den ersten 3 Staffeln wird er für die Morde von Jack the Ripper verantwortlich gemacht, in Staffel 4 wird er jedoch entlastet.
- Kate Freelander arbeitete für „die Verbindung“. Nachdem sie von dieser gejagt wurde, wechselte sie die Seiten zum Sanctuary.
- Der Große (engl. the big guy manchmal auch Bigfoot) ist ein ehemaliger Patient von Doktor Magnus, dem sie das Leben rettete. Seitdem ist er Butler, Chauffeur, Bodyguard und Mädchen für alles im Sanctuary. Er ist ein intelligenter, dem Neandertaler ähnlicher Abnormer.
- Ashley Magnus ist Doktor Magnus’ Tochter mit John Druitt. Sie ist eine begabte Monsterjägerin und versteht oft nicht, wieso ihre Mutter alle Wesen schützen will. Am Anfang der zweiten Staffel stirbt sie, nachdem die „Verbindung“ sie manipulierte und gegen das Sanctuary einsetzte.
- Nikola Tesla – einer der „fünf Auserwählten“, der nach der Aufnahme des „Ursprungsbluts“ zu einem Vampir wurde. Tesla ist äußerst intelligent und charismatisch und schmiedet immer wieder Pläne zur Wiederkehr der Vampire.
- James Watson – einer der „fünf Auserwählten“, dessen geistige Fähigkeiten nach der Injektion des „Ursprungsbluts“ erweitert wurden. Er ist ein genialer Erfinder, „Profiler“ und wird auch mit der Romanfigur Sherlock Holmes verglichen, für welche er als Vorbild gilt. Watson verstirbt im Verlauf der ersten Staffel, da der Anzug der ihn am Leben erhält versagt.
- Nigel Griffin – einer der „fünf Auserwählten“, der nach Aufnahme des „Ursprungsbluts“ die Fähigkeit erhielt, sich unsichtbar zu machen. Seine Gabe erhielt nach seinem Tod seine Tochter Anna und nach deren Tod seine Enkelin Clara Griffin, die im Verlauf der zweiten Staffel getötet wird.

## Besetzung
Die Synchronisation der Serie wurde bei der Studio Hamburg Synchron nach Dialogbüchern und unter der Dialogregie von Astrid Kollex erstellt.
| Rolle                 | Darsteller            | Synchronsprecher   |
| --------------------- | --------------------- | ------------------ |
| Helen Magnus          | Amanda Tapping        | Christin Marquitan |
| Will Zimmerman        | Robin Dunne           | Christian Stark    |
| Ashley Magnus         | Emilie Ullerup        | Celine Fontanges   |
| John Druitt / Bigfoot | Christopher Heyerdahl |                    |
| Henry Foss            | Ryan Robbins          | Oliver Böttcher    |
| Kate Freelander       | Agam Darshi           | Simona Pahl        |

| Rolle          | Darsteller       | Synchronsprecher                                         |
| -------------- | ---------------- | -------------------------------------------------------- |
| James Watson   | Peter Wingfield  | Stephan Schwartz (1. Stimme) Wolfgang Wagner (2. Stimme) |
| Nikola Tesla   | Jonathon Young   |                                                          |
| Declan MacRae  | Robert Lawrenson |                                                          |
| Gregory Magnus | Jim Byrnes       |                                                          |
| Abby Corrigan  | Pascale Hutton   |                                                          |
| Meg            | Kandyse McClure  |                                                          |

## Produktion

### Webserie
Sanctuary ist die erste professionell produzierte Serie, die vorrangig für den Vertrieb über das Internet produziert wurde.
Erfinder und Produzent ist Damian Kindler, Executive Producer und Regisseur ist Martin Wood, Executive Producer und Hauptdarstellerin ist Amanda Tapping.
Auf der Website der Serie konnten die ersten acht „Webisodes“ einzeln für Preise ab 1,99 USD heruntergeladen werden, oder in „Bündeln“ von je vier Folgen ab 6,99 US-Dollar. Die ebenso erhältliche HD-Versionen waren für 2,49 USD bzw. 8,75 USD zu erwerben. Als Videoformate standen Microsofts Windows Media Video und Apples QuickTime-Format zur Auswahl. Eine Ausstrahlung im Fernsehen und die Veröffentlichung auf herkömmlichen Medien wie etwa auf DVDs wurde von den Produzenten allerdings nie ausgeschlossen.
Zurzeit gibt es acht je etwa 15 Minuten dauernde Webepisoden, die zusammen zwei jeweils eine Stunde umspannende Handlungsbögen ergeben. Allerdings endet die achte Webepisode mit einem Cliffhanger eher offen.
In den Webepisoden erscheinen außerdem eine ganze Reihe von bekannten Gesichtern aus Stargate Atlantis in Gastrollen.
Auf syfy.de, der Homepage des deutschen Pay-TV-Senders Syfy (Deutschland), können die ersten fünf Webepisoden von Sanctuary frei gesehen werden.

### Vollepisoden
Am 1. Februar 2008 gab der US-amerikanische Fernsehsender Syfy bekannt, eine dreizehn Episoden umfassende erste Staffel in Auftrag gegeben zu haben. Der Beginn der Dreharbeiten war für März 2008 geplant. Der Pilotfilm und die erste reguläre Episode stellen einen Zusammenschnitt der Handlung der Webepisoden dar, bei denen einige Szenen neu abgedreht und einige neu hinzugefügt worden sind. Man findet auch in späteren Folgen noch einige Szenen der Webisoden wieder. Syfy bestellte am 12. Dezember 2009 eine dritte Staffel mit 20 Episoden. Am 18. Januar 2011 verlängerte Syfy die Serie um eine vierte Staffel, die aus 13 Folgen besteht.
Im Mai 2012 gab Syfy die Einstellung der Serie bekannt.

### Musik
Das Titelthema und die Musik der Webisoden sowie die Musik der ersten TV Staffel stammen von Ian Browne.
Das Titelthema zur TV-Serie stammt von Joel Goldsmith und heißt „Symphonie pour un monde étrange“ („Symphonie für eine fremde Welt“).
Die Musik ab der zweiten Staffel stammt von Andrew Lockington.

## Ausstrahlung

### Vereinigte Staaten
In den USA begannen Syfy am 3. Oktober 2008 mit der Ausstrahlung der dreizehn Episoden der ersten Staffel. Eine zweite Staffel wurde ab dem 9. Oktober 2009 in den USA ausgestrahlt. Die ersten zehn Episoden der dritten Staffel wurden vom 15. Oktober bis zum 17. Dezember 2010 ausgestrahlt, während die restlichen zehn zwischen dem 15. April und dem 20. Juni 2011 gesendet wurden.
Die vierte Staffel wurde bestellt und vom 7. Oktober bis zum 30. Dezember 2011 gezeigt.

### Deutschland
Zwischen dem 9. und dem 30. November 2009 strahlte SciFi die erste Staffel der Serie täglich um 20:15 aus. Die zweite Staffel wurde zwischen dem 9. und dem 30. August 2010 als deutschsprachige Erstausstrahlung auf Syfy gezeigt. Der Sender strahlte die dritte Staffel ab dem 25. August 2011 aus. Die vierte Staffel wird seit dem 2. August 2012 in Doppelfolgen auf Sky ausgestrahlt.
Im Free-TV zeigte ProSieben die erste Staffel der Serie ab dem 24. November 2012 und die zweite ab dem 6. April 2013. Ab dem 9. September 2013 begann die Ausstrahlung der dritten Staffel auf dem kurz vorher neu gestarteten Sender ProSieben MAXX.

### Österreich
Zwischen dem 2. Januar und dem 10. April 2010 strahlte der Sender ATV die erste Staffel jeden Samstag um 14:45 aus.

## DVD-Veröffentlichung
Die erste Staffel wurde in den USA am 15. September 2009 auf DVD veröffentlicht; darauf befinden sich auch die acht Webepisoden. In Deutschland ist die erste Staffel am 4. August 2010 erschienen. Die zweite Staffel wurde am 15. Juni 2010 in den USA und am 4. März 2011 in Deutschland auf DVD veröffentlicht. Die dritte Staffel ist in Deutschland am 11. November 2011 in zwei Hälften auf DVD veröffentlicht worden. Die vierte Staffel ist in Deutschland am 7. September 2012 auf DVD veröffentlicht worden.

## Besonderheiten
Es ist die erste Produktion, die ausschließlich auf der RED ONE gedreht wurde. Diese Kamera zeichnet mit der mehr als doppelten HDTV-Auflösung auf, als Medien dienen Festplatten und Festspeicher. Die meisten Einstellungen für die Serie wurden mit den Schauspielern vor einem Green-Screen gefilmt, und die am Computer erstellten Hintergrundszenerien nachträglich eingefügt.